# Danilo Torriglia
Danilo Torriglia (Terni, 20 settembre 1936 – 21 dicembre 2016) è stato un calciatore italiano, di ruolo attaccante.

## Carriera

### Club
Debutta in IV Serie nel 1956 con la Ternana disputando due campionati con i rossoverdi, ed in seguito gioca per due anni in Serie C con L'Aquila e Siena.
Nella stagione 1961-1962 con il Cagliari ottiene la promozione in Serie B. Viene confermato le due stagioni successive disputando 61 gare in Serie B e segnando 19 gol.
Nel 1964 passa al Livorno, disputando altre 19 partite in Serie B. L'anno successivo gioca 9 gare in Serie C con la maglia del Pescara.

### Nazionale
È stato convocato per una selezione della Lega di Serie C che ha disputato un'amichevole contro Malta per festeggiare i 45 anni della MFA: in quella occasione mise a segno tutti e tre i gol che diedero la vittoria alla formazione italiana.

## Statistiche

### Presenze e reti nei club
| Stagione        | Squadra         | Campionato      | Campionato | Campionato | Coppe nazionali | Coppe nazionali | Coppe nazionali | Coppe continentali | Coppe continentali | Coppe continentali | Altre coppe | Altre coppe | Altre coppe | Totale | Totale |
| Stagione        | Squadra         | Comp            | Pres       | Reti       | Comp            | Pres            | Reti            | Comp               | Pres               | Reti               | Comp        | Pres        | Reti        | Pres   | Reti   |
| --------------- | --------------- | --------------- | ---------- | ---------- | --------------- | --------------- | --------------- | ------------------ | ------------------ | ------------------ | ----------- | ----------- | ----------- | ------ | ------ |
| 1956-1957       | Ternana         | IV              | 29         | 11         | -               | -               | -               | -                  | -                  | -                  | -           | -           | -           | 29     | 11     |
| 1957-1958       | Ternana         | IV              | 28         | 13         | -               | -               | -               | -                  | -                  | -                  | -           | -           | -           | 28     | 13     |
| Totale Ternana  | Totale Ternana  | Totale Ternana  | 57         | 24         |                 | -               | -               |                    | -                  | -                  | -           | -           | -           | 57     | 24     |
| 1959-1960       | Aquila          | C               | 32         | 7          | -               | -               | -               | -                  | -                  | -                  | -           | -           | -           | 32     | 7      |
| 1960-1961       | Siena           | C               | 31         | 15         | -               | -               | -               | -                  | -                  | -                  | -           | -           | -           | 31     | 15     |
| 1961-1962       | Cagliari        | C               | 33         | 13         | -               | -               | -               | -                  | -                  | -                  | -           | -           | -           | 33     | 13     |
| 1962-1963       | Cagliari        | B               | 31         | 11         | CI              | ?               | ?               | -                  | -                  | -                  | -           | -           | -           | 31+    | 11+    |
| 1963-1964       | Cagliari        | B               | 30         | 8          | CI              | ?               | ?               | -                  | -                  | -                  | -           | -           | -           | 30+    | 8+     |
| Totale Cagliari | Totale Cagliari | Totale Cagliari | 94         | 32         |                 | ?               | ?               |                    | -                  | -                  | -           | -           | -           | 94+    | 32+    |
| 1964-1965       | Livorno         | B               | 19         | 6          | CI              | ?               | ?               | -                  | -                  | -                  | -           | -           | -           | 19+    | 6+     |
| 1965-1966       | Pescara         | C               | 9          | 0          | -               | -               | -               | -                  | -                  | -                  | -           | -           | -           | 9      | 0      |
| Totale carriera | Totale carriera | Totale carriera | 242        | 84         |                 | ?               | ?               |                    | -                  | -                  |             | -           | -           | 242+   | 84+    |

## Palmarès

### Club

#### Competizioni nazionali
- Serie C: 1

Cagliari: 1961-1962